# World Violation Tour
La gira World Violation Tour de la banda inglesa Depeche Mode comenzó el 28 de mayo de 1990 en Pensacola (Estados Unidos), y terminó el 27 de noviembre del mismo año en Birmingham (Reino Unido). La gira presentó el séptimo álbum de la banda, Violator, publicado en 1990.
En esta gira Depeche Mode visitó por primera vez Australia, debutando de tal forma en Oceanía.

## Créditos
El grupo se presentó durante toda la gira tal como estaba constituido, como un cuarteto.
David Gahan - vocalista.
Martin Gore – segundo vocalista, guitarra, sintetizador y segunda voz.
Andrew Fletcher - sintetizador.
Alan Wilder - sintetizador, percusiones y apoyo vocal.

## Temas interpretados
Como en la anterior gira se optó por piezas hasta de cuatro álbumes atrás y desde luego inclinación al álbum Violator, aunque como en la anterior se incorporó incluso un cover, la canción Route 66 de Bobby Troup, es este caso específico como cierre de los conciertos, algo que no volvieron a hacer.

### Listado general de canciones
1. Intro instrumental de Kaleid
2. World in My Eyes
3. Halo
4. Shake the Disease
5. Everything Counts (Tim Simenon y Mark Saunders remix)
6. Master and Servant
7. Never Let Me Down Again (Split Mix y Aggro Mix)
8. Waiting for the Night
9. Tema acústico interpretado por Martin Gore
  - I Want You Now
  - Here is the House
  - Little 15
10. Tema acústico interpretado por Martin Gore
  - World Full of Nothing
  - Sweetest Perfection
  - Blue Dress
11. Clean
12. Stripped (en su versión Highland Mix)
13. Policy of Truth
14. Enjoy the Silence (con elementos de su versión Bass Line remix)
15. Strangelove
16. Personal Jesus
17. Black Celebration
18. A Question of Time
19. Behind the Wheel
20. Route 66

Este listado refleja el orden consistente de los temas en cada concierto así como las interpretaciones opcionales, aunque llegó a haber variaciones.

### Estadísticas
- Temas del Violator (9)
- Temas del Music for the Masses (5)
- Temas del Black Celebration (5)
- Temas del Some Great Reward (1)
- Temas del Construction Time Again (1)
- Temas del A Broken Frame (0)
- Temas del Speak & Spell (0)
- Temas no pertenecientes a algún álbum de estudio: (3)
- Canciones tocadas en la gira anterior Tour for the Masses: 9
- Total de canciones Interpretadas: 24
- Regresos: "Here is the House" ausente desde el Black Celebration Tour en 1986 (4 años).
- Canciones debut no pertenecientes al álbum soporte de la gira: "World Full of Nothing", "I Want You Now" y "Little 15"
- Todos los sencillos interpretados de un álbum, no perteneciente al de soporte de la gira: "Music for the Masses".

### Variaciones
A lo largo del Tour, el listado de temas presentó distintos cambios. Estas son las diferentes canciones que se tocaron. En la columna # de las fechas, se indica cuál fue el listado interpretado.
Véase arriba el Listado de temas
| Listado # | Tema #9           | Tema #10              |
| --------- | ----------------- | --------------------- |
| 1         | I Want You Now    | World Full of Nothing |
| 2         | Here is the House | Sweetest Perfection   |
| 3         | Here is the House | World Full of Nothing |
| 4         | I Want You Now    | Sweetest Perfection   |
| 5         | Here is the House | Little 15             |
| 6         | Little 15         | Blue Dress            |

Nota #1: El 31 de agosto en Sídney, 8 de septiembre en Kanazawa y 9 de septiembre en Nagoya se omitieron "Black Celebration" y "A Question of Time". 

## Destinos de la gira

### Primera manga: Nortamérica
El concierto previsto en Salt Lake City el 24 de julio de 1990 fue cancelado por la intensa lluvia, y se celebró al día siguiente en la vecina localidad de Park City en un recinto cubierto.
| Fecha               | País           | Ciudad           | Lugar                           | # |
| 28 de mayo de 1990  | Estados Unidos | Pensacola        | Civic Centre                    | 1 |
| 30 de mayo de 1990  | Estados Unidos | Orlando          | Orlando Arena                   | 1 |
| 31 de mayo de 1990  | Estados Unidos | Miami            | Miami Arena                     | 1 |
| 2 de junio de 1990  | Estados Unidos | Tampa            | The Sun Dome                    | 1 |
| 4 de junio de 1990  | Estados Unidos | Atlanta          | Lakewood Amphitheatre           | 1 |
| 6 de junio de 1990  | Estados Unidos | Columbia         | Merriweather Post Pavillion     | 1 |
| 8 de junio de 1990  | Estados Unidos | Saratoga Springs | Performing Arts Centre          | 1 |
| 9 de junio de 1990  | Estados Unidos | Mansfield        | Great Woods Amphitheatre        | 1 |
| 10 de junio de 1990 | Estados Unidos | Mansfield        | Great Woods Amphitheatre        | 2 |
| 13 de junio de 1990 | Estados Unidos | Filadelfia       | The Spectrum                    | 3 |
| 14 de junio de 1990 | Estados Unidos | Filadelfia       | The Spectrum                    | 4 |
| 16 de junio de 1990 | Estados Unidos | East Rutherford  | Giants Stadium                  | 1 |
| 18 de junio de 1990 | Estados Unidos | Nueva York       | Radio City Music Hall           | 5 |
| 21 de junio de 1990 | Canadá         | Montreal         | Forum de Montreal               | 1 |
| 22 de junio de 1990 | Canadá         | Toronto          | C.N.E. Grandstand               | 1 |
| 24 de junio de 1990 | Estados Unidos | Pittsburgh       | Star Lake Amphitheater          | 1 |
| 25 de junio de 1990 | Estados Unidos | Cincinnati       | Riverbend Music Center          | 1 |
| 26 de junio de 1990 | Estados Unidos | Cleveland        | Blossom Music Center            | 1 |
| 28 de junio de 1990 | Estados Unidos | Clarkston        | Pine Knob Music Center          | 1 |
| 29 de junio de 1990 | Estados Unidos | Clarkston        | Pine Knob Music Center          | 2 |
| 30 de junio de 1990 | Estados Unidos | Milwaukee        | Marcus Amphitheater             | 1 |
| 2 de julio de 1990  | Estados Unidos | Chicago          | World Music Theater             | 1 |
| 3 de julio de 1990  | Estados Unidos | Chicago          | World Music Theater             | 2 |
| 5 de julio de 1990  | Estados Unidos | Houston          | Cynthia Woods Mitchell Pavilion | 1 |
| 6 de julio de 1990  | Estados Unidos | Houston          | Cynthia Woods Mitchell Pavilion | 2 |
| 8 de julio de 1990  | Estados Unidos | Dallas           | Starplex Amphitheatre           | 1 |
| 9 de julio de 1990  | Estados Unidos | Dallas           | Starplex Amphitheatre           | 2 |
| 11 de julio de 1990 | Estados Unidos | Denver           | Red Rocks Amphitheatre          | 1 |
| 12 de julio de 1990 | Estados Unidos | Denver           | Red Rocks Amphitheatre          | 2 |
| 14 de julio de 1990 | Canadá         | Calgary          | Olympic Saddledome              | 1 |
| 16 de julio de 1990 | Canadá         | Vancouver        | P.N.E. Coliseum                 | 1 |
| 18 de julio de 1990 | Estados Unidos | Portland         | Memorial Coliseum               | 1 |
| 20 de julio de 1990 | Estados Unidos | Mountain View    | Shoreline Amphitheatre          | 1 |
| 21 de julio de 1990 | Estados Unidos | Mountain View    | Shoreline Amphitheatre          | 2 |
| 22 de julio de 1990 | Estados Unidos | Sacramento       | Cal Expo Amphitheatre           | 1 |
| 25 de julio de 1990 | Estados Unidos | Park City        | Park West                       | 1 |
| 27 de julio de 1990 | Estados Unidos | Phoenix          | Veterans Memorial Coliseum      | 1 |
| 28 de julio de 1990 | Estados Unidos | San Diego        | Sports Arena                    | 1 |
| 29 de julio de 1990 | Estados Unidos | San Diego        | Sports Arena                    | 2 |
| 31 de julio de 1990 | Estados Unidos | San Diego        | Sports Arena                    | 6 |
| 1 de agosto de 1990 | Estados Unidos | Universal City   | Universal Amphitheatre          | 1 |
| 4 de agosto de 1990 | Estados Unidos | Los Ángeles      | Dodger Stadium                  | 1 |
| 5 de agosto de 1990 | Estados Unidos | Los Ángeles      | Dodger Stadium                  | 2 |

### Segunda manga: Australia y Japón
| Fecha                    | País      | Ciudad   | Lugar                     | #  |
| 31 de agosto de 1990     | Australia | Sídney   | Hordern Pavillion         | 1* |
| 4 de septiembre de 1990  | Japón     | Fukuoka  | Shimin Kaikan             | 1  |
| 6 de septiembre de 1990  | Japón     | Kōbe     | World Kinen Hall          | 1  |
| 8 de septiembre de 1990  | Japón     | Kanazawa | Ishikawa Koseinenkin Hall | 1* |
| 9 de septiembre de 1990  | Japón     | Nagoya   | Nagoya-shi Kōkaidō        | 1* |
| 11 de septiembre de 1990 | Japón     | Tokio    | Budokan                   | 1  |
| 12 de septiembre de 1990 | Japón     | Tokio    | Budokan                   | 2  |

### Tercera manga: Europa
| Fecha                    | País         | Ciudad             | Lugar                   | # |
| 28 de septiembre de 1990 | Bélgica      | Bruselas           | Forest National         | 1 |
| 29 de septiembre de 1990 | Alemania     | Dortmund           | Westfalenhalle          | 1 |
| 30 de septiembre de 1990 | Alemania     | Dortmund           | Westfalenhalle          | 2 |
| 2 de octubre de 1990     | Dinamarca    | Copenhague         | Valby-Hallen            | 1 |
| 3 de octubre de 1990     | Dinamarca    | Copenhague         | Valby-Hallen            | 2 |
| 5 de octubre de 1990     | Suecia       | Gotemburgo         | Scandinavium            | 1 |
| 6 de octubre de 1990     | Suecia       | Estocolmo          | Globe                   | 1 |
| 8 de octubre de 1990     | Alemania     | Fráncfort del Meno | Festhalle               | 1 |
| 9 de octubre de 1990     | Alemania     | Hannover           | Messehalle              | 1 |
| 11 de octubre de 1990    | Francia      | Lyon               | Halle Tony Garnier      | 1 |
| 12 de octubre de 1990    | Suiza        | Zúrich             | Hallenstadion           | 1 |
| 14 de octubre de 1990    | Alemania     | Fráncfort del Meno | Festhalle               | 2 |
| 15 de octubre de 1990    | Alemania     | Stuttgart          | Schleyerhalle           | 1 |
| 17 de octubre de 1990    | Alemania     | Múnich             | Olympiahalle            | 1 |
| 21 de octubre de 1990    | Francia      | París              | Bercy                   | 1 |
| 22 de octubre de 1990    | Francia      | París              | Bercy                   | 2 |
| 23 de octubre de 1990    | Francia      | París              | Bercy                   | 6 |
| 25 de octubre de 1990    | Francia      | Liévin             | Stade Couvert Regional  | 1 |
| 26 de octubre de 1990    | Países Bajos | Róterdam           | Ahoy                    | 1 |
| 28 de octubre de 1990    | Alemania     | Hamburgo           | Alsterdorfer Sporthalle | 1 |
| 29 de octubre de 1990    | Alemania     | Hamburgo           | Alsterdorfer Sporthalle | 2 |
| 31 de octubre de 1990    | Alemania     | Berlín             | Deutschlandhalle        | 1 |
| 1 de noviembre de 1990   | Alemania     | Berlín             | Deutschlandhalle        | 2 |
| 3 de noviembre de 1990   | Francia      | Estrasburgo        | Hall Rhenus             | 1 |
| 5 de noviembre de 1990   | España       | Barcelona          | Palau Sant Jordi        | 1 |
| 7 de noviembre de 1990   | España       | Madrid             | Palacio de los Deportes | 1 |
| 9 de noviembre de 1990   | Francia      | Marsella           | Palais des Sports       | 1 |
| 11 de noviembre de 1990  | Italia       | Milán              | Palatrussardi           | 1 |
| 12 de noviembre de 1990  | Italia       | Roma               | Paleur                  | 1 |
| 14 de noviembre de 1990  | Francia      | Burdeos            | Patinoire de Mériadeck  | 1 |
| 15 de noviembre de 1990  | Francia      | Burdeos            | Patinoire de Mériadeck  | 2 |
| 17 de noviembre de 1990  | Francia      | Brest              | Parc Penfeld            | 1 |
| 19 de noviembre de 1990  | Reino Unido  | Londres            | Wembley Arena           | 1 |
| 20 de noviembre de 1990  | Reino Unido  | Londres            | Wembley Arena           | 2 |
| 22 de noviembre de 1990  | Reino Unido  | Birmingham         | N.E.C.                  | 1 |
| 23 de noviembre de 1990  | Reino Unido  | Londres            | Wembley Arena           | 1 |
| 26 de noviembre de 1990  | Reino Unido  | Birmingham         | N.E.C.                  | 1 |
| 27 de noviembre de 1990  | Reino Unido  | Birmingham         | N.E.C.                  | 2 |

### Conciertos cancelados
El 20 de junio se canceló el concierto de Ottawa por problemas de seguridad en la instalación. En Melbourne un problema en la voz de Dave Gahan fue la causa del cancelamiento del show el 1 de septiembre.
| Fecha                   | País      | Ciudad    |
| 20 de junio de 1990     | Canadá    | Ottawa    |
| 1 de septiembre de 1990 | Australia | Melbourne |